# Chen Zhongliu
Dans ce nom chinois, le nom de famille, Chen, précède le nom personnel.
Pour les articles homonymes, voir Chen.
Chen Zhongliu, né le 30 septembre 1993 à Duyun, est un footballeur international chinois. Il évolue au poste de milieu de terrain au Hangzhou Greentown.

## Carrière

### En sélection
Avec les moins de 19 ans, il participe au championnat d'Asie des moins de 19 ans en 2012. Il joue trois matchs lors de ce tournoi, pour trois défaites.
Chen Zhongliu est appelé pour la première fois en sélection avec les moins de 20 ans en juillet 2011. Il honore sa première sélection avec l'équipe de Chine le 10 janvier 2017 lors d'un match amical contre l'Islande.

## Statistiques
| Saison                | Club                  | Championnat           | Championnat | Championnat | Coupe(s) nationale(s) | Coupe(s) nationale(s) | Total | Total |
| Saison                | Club                  | Division              | M.          | B.          | M.                    | B.                    | M.    | B.    |
| 2012                  | Hangzhou Greentown    | Super League          | 8           | 0           | 3                     | 1                     | 11    | 1     |
| 2013                  | Hangzhou Greentown    | Super League          | 7           | 2           | 2                     | 0                     | 9     | 2     |
| 2014                  | Hangzhou Greentown    | Super League          | 16          | 1           | 2                     | 0                     | 18    | 1     |
| 2015                  | Hangzhou Greentown    | Super League          | 9           | 0           | 1                     | 0                     | 10    | 0     |
| 2016                  | Hangzhou Greentown    | Super League          | 23          | 0           | 1                     | 0                     | 24    | 0     |
| Total sur la carrière | Total sur la carrière | Total sur la carrière | 63          | 3           | 9                     | 1                     | 72    | 4     |